# Épisème (mathématiques)
Pour l’article homonyme, voir Épisème.
Dans la numération grecque, un épisème ou épisémon est un symbole qui représente un nombre. Ces symboles sont issus directement de l'alphabet grec.
En les associant, ces lettres permettaient de former tous les nombres inférieurs à mille. Ayant besoin de 27 lettres (3×9), trois lettres supplémentaires sont utilisées pour compléter les 24 lettres classiques.
- stigma Ϛϛ ou digamma Ϝϝ
- koppa : ϟϟ
- sampi : Ϡϡ

Celles-ci sont l'héritage de l'ancien alphabet, abandonné après l'adoption du modèle ionien en 403 av. J.-C.
Par comparaison, dans la numération romaine, les épisèmes seraient I,V,X,L,C,D et M.

## Numération alphabétique de Milet
| Chiffre grec | Unité | Chiffre grec | Dizaine | Chiffre grec | Centaine |
| ------------ | ----- | ------------ | ------- | ------------ | -------- |
| α            | 1     | ι            | 10      | ρ            | 100      |
| β            | 2     | κ            | 20      | σ            | 200      |
| γ            | 3     | λ            | 30      | τ            | 300      |
| δ            | 4     | μ            | 40      | υ            | 400      |
| ε            | 5     | ν            | 50      | φ            | 500      |
| ϛ            | 6     | ξ            | 60      | χ            | 600      |
| ζ            | 7     | ο            | 70      | ψ            | 700      |
| η            | 8     | π            | 80      | ω            | 800      |
| θ            | 9     | ϟ            | 90      | ϡ            | 900      |